# (1868) Tersites
(1868) Tersites es un asteroide perteneciente a los asteroides troyanos de Júpiter descubierto por Ingrid van Houten-Groeneveld, Cornelis Johannes van Houten y Tom Gehrels el 24 de septiembre de 1960 desde el observatorio del Monte Palomar, Estados Unidos.

## Designación y nombre
Tersites se designó al principio como 2008 P-L.
Posteriormente fue nombrado por Tersites, un personaje de la mitología griega.

## Características orbitales
Tersites está situado a una distancia media de 5,32 ua del Sol, pudiendo alejarse hasta 5,897 ua y acercarse hasta 4,743 ua. Tiene una inclinación orbital de 16,75° y una excentricidad de 0,1085. Emplea en completar una órbita alrededor del Sol 4482 días.